# Funiculina
Funiculina är ett släkte av koralldjur. Funiculina ingår i familjen Funiculinidae.
Funiculina är enda släktet i familjen Funiculinidae.
Kladogram enligt Catalogue of Life och Dyntaxa:
| Funiculina | \| \| Funiculina armata \| \| \| \| \| \| Funiculina parkeri \| \| \| \| \| \| större piprensare \| \| \| \| |
|            | \| \| Funiculina armata \| \| \| \| \| \| Funiculina parkeri \| \| \| \| \| \| större piprensare \| \| \| \| |
|            | Funiculina armata                                                                                            |
|            | |
|            | Funiculina parkeri                                                                                           |
|            | |
|            | större piprensare                                                                                            |
|            | |